# Enrique Eguía Seguí
Enrique Eguía Seguí (ur. 9 grudnia 1962 w Buenos Aires) – argentyński duchowny katolicki, biskup pomocniczy Buenos Aires w latach 2008-2023, Prałat terytorialny Deán Funes od 2023. 

## Życiorys
Święcenia kapłańskie przyjął 3 grudnia 1988 i został inkardynowany do archidiecezji Buenos Aires. Pracował głównie jako duszpasterz parafialny, był także m.in. dyrektorem wydziału kurii ds. szkół parafialnych oraz dyrektorem wykonawczym wikariatu ds. duszpasterskich.
4 września 2008 papież Benedykt XVI mianował go biskupem pomocniczym archidiecezji Buenos Aires oraz biskupem tytularnym Cissi. Sakry biskupiej udzielił mu 11 października 2008 kardynał Jorge Bergoglio.
W latach 2008-2014 był sekretarzem generalnym Konferencji Episkopatu Argentyny.
28 października 2023 papież Franciszek przeniósł go na urząd prałata terytorialnego prałatury terytorialnej Deán Funes. Ingres odbył się 17 grudnia 2023.